# NGC 6633
NGC 6633是在蛇夫座中的一個明亮星團。它在1745-46年由尚-菲利浦·德·歇索發現，卡羅琳·赫歇爾在1783年又獨立重新發現，並被列入其兄弟威廉的目錄，編號為H VIII.72。這個星團明亮到可以用肉眼看到，被認為是雙筒望遠鏡或小型望遠鏡觀賞的理想天體。
NGC 6633也被與IC 4756和稱為特威德星團；也稱為胡克船長星團和黃蜂星團。它也被標示為Cr 380或Mel 201。這個星團幾乎與滿月一樣大，已知包含38顆恆星，最亮的恒星是7.6等；總星等4.6等。它的年齡估計為6.6億年。
星團至少包含一顆化學性質特殊的恒星：NGC 6633 48（BD+06 3755）。
視星等8等的聯星HD 169959（NGC 6633 58）雖然在疏散星團的視線範圍內，但在物理上與星團無關。

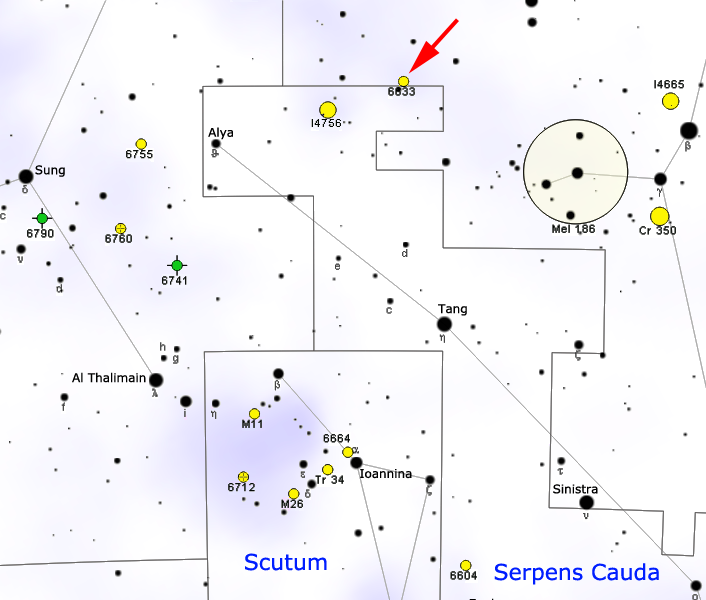
顯示NGC 6633位置的地圖（羅伯特·穆拉）

## 外部連結

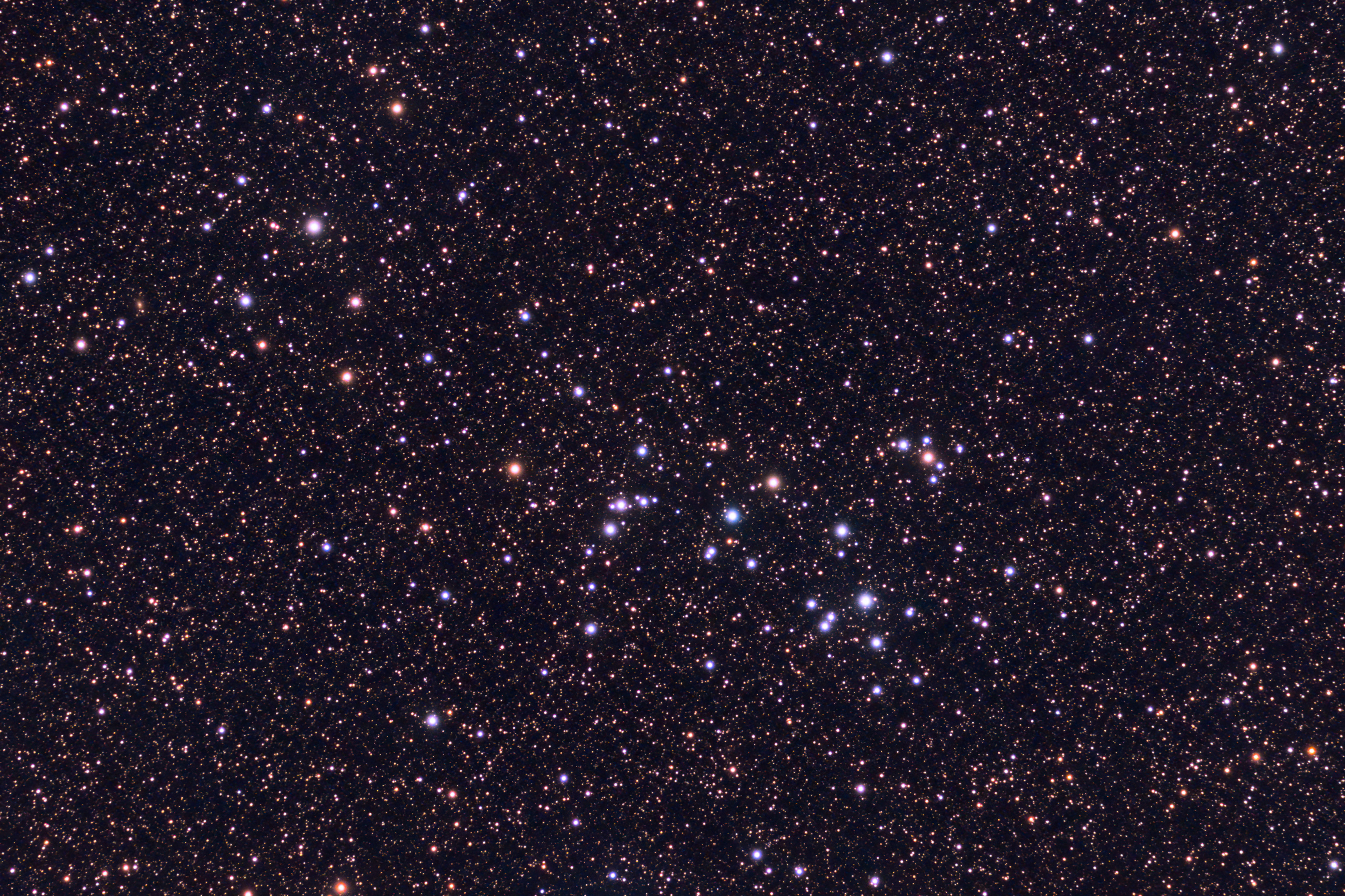
NGC 6633 - Tweedledum Cluster (Kurt Zeppetello)

- 维基共享资源上的相關多媒體資源：NGC 6633
- WikiSky上关于NGC 6633的内容：DSS2, SDSS, GALEX, IRAS, 氢α, X射线, 天文照片, 天图, 文章和图片